# 柳原真緒
柳原 真緒（やなぎはら まお、1997年5月18日 - ）は、福井県福井市出身の女子競輪選手。日本競輪選手会福井支部所属、ホームバンクは福井競輪場。日本競輪学校（当時。以下、競輪学校）第114期生。師匠は市田佳寿浩（76期）。

## 経歴
福井県立敦賀高等学校出身。高校時代は陸上部に所属し、やり投げと砲丸投げを専門種目としていた。2014年第8回日本ユース陸上競技選手権大会JOCカップでは砲丸投げで5位、2015年国民体育大会やり投げでは4位の成績をおさめた。トレーニングジムに通っていたとき、のちに師匠となる市田佳寿浩を紹介されたことをきっかけに競輪選手を目指すようになった。
2017年1月12日、競輪学校第114回技能試験に合格。在校競走成績は1位（39勝）、卒業記念レースでは予選3レースを3着・1着・1着で勝ち上がり、決勝戦では大怪我で長期欠場中であった師匠の市田が会場（伊東温泉競輪場）に駆けつけて見守る中で優勝を決めた。
2018年7月7日、奈良競輪場でデビューし2着。初勝利は同年7月29日の豊橋競輪場。初優勝は同年11月15日の広島競輪場で挙げた。
2020年2月1日、特別競走であるガールズケイリンコレクション2020静岡ステージ出場権を賭けたガルコレトライアル（久留米）で決勝戦2着となり、初のコレクション出場権を獲得。なお、同開催を内包していた日本選手権競輪が中止となったため同開催も中止となり一度は特別競走初出場が幻となってしまったものの、第36回共同通信社杯競輪最終日である9月21日に伊東温泉ステージとして代替開催されたことでそのまま同開催の出場選手として選出され、4着となった。
2021年は8回（デビューからでは通算24回）優勝し、年間賞金額も女子19位となる1116万5000円を獲得した。
2022年は、1月30日から2月1日かけて四日市競輪場で行われた、ガールズケイリンコレクション2022いわき平ステージ出場権を賭けたガルコレトライアルでは決勝戦3着となる。当初は選考順位により次点（補欠）であったが、選出されていた高木真備が引退表明をし急遽欠場したことで、繰り上がりで出場権を獲得。5月5日に行われたいわき平ステージでは、最終周回7番手での通過から大捲りを放ち最後の直線で児玉碧衣を交わして優勝、初のビッグタイトルを獲得、この時点で賞金ランキングトップとなった。そして、ガールズケイリン開始10周年を記念して6月29日から7月1日にかけて平塚競輪場で行われた『ALL GIRL'S 10th Anniversary』でも、最終日第11レースのグループB決勝で優勝を果たした。そして12月29日に平塚競輪場で行われたオッズパーク杯ガールズグランプリは人気になっていた児玉碧衣と佐藤水菜がともに最終第3コーナー手前で落車するアクシデントがあったが、後方にいた柳原自身は落車に巻き込まれず、第4コーナー手前で外に持ち出すと最後の直線で追い込みが決まってグランプリ初出場で初優勝を果たし、ガールズケイリン初の年間獲得賞金額3000万円超えで年間賞金女王にもなった。
2023年1月6日、大垣FII（ガールズケイリンコレクショントライアル）初日第12レース（予選1）で勝利し、通算200勝達成。同年1月18日時点で、通算獲得賞金は6704万7200円。同年7月1日、ZOZOマリンスタジアムで始球式を務め、ノーバウンドのストライク投球を見せた。
2025年3月4日、佐世保FII初日第2レース（ガ予１）で勝利し、通算300勝を達成。佐世保FII初日第2レース（ガ予選１）で勝利し、通算300勝を達成。登録日から6年10か月3日（登録日を含まない）、デビューから489戦目での達成であった。デビューから7年以内での達成はガールズケイリン9人目（7年超も含めると通算15人目）の記録。規程に基づき、後日JKAより表彰予定。

## 主な獲得タイトルと記録
- 2022年 - ガールズケイリンコレクション2022 いわき平ステージ（いわき平競輪場）、オッズパーク杯ガールズグランプリ2022（平塚競輪場）
- 年間賞金女王1回 - 2022年
- ガールズケイリン年間最多獲得賞金額 - 3095万5400円（2022年）※2024年に石井寛子が更新
- 通算300勝（表彰対象） - 2025年3月4日、佐世保競輪場